# Onthophagus diadematus
Onthophagus diadematus là một loài bọ cánh cứng trong họ Bọ hung (Scarabaeidae).